# Dominique Mahut
Pour les articles homonymes, voir Mahut.
 (août 2012).
Si vous disposez d'ouvrages ou d'articles de référence ou si vous connaissez des sites web de qualité traitant du thème abordé ici, merci de compléter l'article en donnant les références utiles à sa vérifiabilité et en les liant à la section « Notes et références ».
Mahut est un musicien français, percussionniste, qui a accompagné de nombreux artistes, dont notamment Bernard Lavilliers et Jacques Higelin.
Fils du peintre Pierre Mahut, il suit les cours de l'école des Beaux Arts de Bayonne, puis de Paris, pour ce qui sera sa première vocation: la peinture et le dessin.

## Collaborations
Il commence sa carrière avec Bernard Lavilliers en 1977 comme percussionniste. Il participe à l'enregistrement de douze albums studio de "15° round" jusqu'à "Arrêt sur image". 
Il l'accompagne également sur chaque tournée. Avant de faire une pause avec Higelin, en 2001. Des retrouvailles auront lieu, avec Lavilliers pour une série de concerts en duo "Le comptoir des voyageurs" en 2017. Mahut réalisera une performance artistique sur une toile sur quelques titres interprétés seul à la guitare par Lavilliers.
Il a également réalisé, et co-réalisé  3 albums de Jacques Higelin.
Mahut a surtout travaillé, sur disque comme sur scène, avec Jacques Higelin et Bernard Lavilliers. Il était notamment réputé pour avoir su rentrer dans l'univers particulier d'Higelin.
Il a participé à l'enregistrement de l'album UP de Peter Gabriel.
Il a aussi accompagné Barbara, au théâtre Mogador et en tournée, spectacle qui donna lieu à la sortie d'un double album live: Gauguin.
Il a aussi accompagné Jean-Michel Jarre lors d'une tournée internationale Oxygène Tour.
Ses instruments : Tumbas: grosse caisse d'orchestre, tambourins, cymbales, udu, djembé, berimbau, ...

## Discographie sélective
Avec Bernard Lavilliers:
Albums Studio
1977 : 15e Round
1979 : Pouvoirs
1980 : O gringo
1981 : Nuit d'amour
1983 : État d'urgence
1984 : Tout est permis, rien n'est possible
1986 : Voleur de feu
1988 : If...
1991 : Solo
1994 : Champs du possible
1997 : Clair-obscur
2001 : Arrêt sur image
Albums live
1978 : T'es vivant... ?
1980 : Live Tour 80
1985 : Olympia "Live 1984"
1989 : Live: On The Road Again 1989
2000 : Histoires en scène
Disques avec Jacques Higelin (et tournées):
- Higelin à Mogador, 1981.
- Aï(album), 1985.
- Higelin à Bercy, 1986.
- Illicite(album), 1991.
- Higelin pour tout le monde, 1997.
- Les chansons d'or, 1998.
- Higelin entre deux gares, 2005.
- Higelin enchante Trenet, 2005.
- Amor doloroso, 2006.
- En plein Bataclan, 2007.
- Coup de foudre, 2010.
- Beau Repaire, 2013.
- Higelin 75, 2016

Sur des albums de Peter Gabriel:
- Long walk home, 2002.
- Up, 2003.

Avec Stephan Eicher:
- Silence, 1987.

Avec Colette Magny:
- Chansons pour Titine, 1983.

Avec Jean Michel Jarre:
- Hong-Kong, 1994.
- Concert pour la Tolérance, 1995.
- Oxygène à Moscou, concert, 1997.

Avec Vendetta Palace:
- Pressure Time, paru en 1985.

Avec Lou
- Et après, on verra.. paru en 2010

## Filmographie
- Dominique Mahut a fait de rares apparitions dans des œuvres cinématographiques.
- 1987 : Lévy et Goliath de Gérard Oury.
- 2000 : Passionnément de Bruno Nuytten.
- 2004 : Immortel d'Enki Bilal.
- 2017 : Barbara de Mathieu Amalric.

## Apparitions sur DVD
1989 : Live: On the Road Again, réalisé par Bernard Lavilliers (Barclay)
- 1998 : Oxygen in Moscow (VHS et DVD) avec en bonus Making the steamroller fly (reportage sur la carrière de Jean Michel Jarre)
- 2007 : Higelin en plein Bataclan (Double DVD live)

## Créations musicales
- En 2013, pour le concert graphique Being Human Being, il collabore avec Eric Truffaz et Murcof pour une création musicale autour des œuvres projetées d'Enki Bilal.

## Sur scène
- Au théâtre; Mahut interprète un personnage de la pièce: Les Eaux et Forêts de Marguerite Duras, à la Gaité Montparnasse, avec Aurore Clément, Elisabeth Depardieu, et Jacques Spiesser, dans une mise en scène de Tatiana Vialle, avec laquelle il collabore également en 2011 et 2020, en créant la musique pour :
- "Une femme à Berlin" avec Isabelle Carré et Swan Arlaud au Théâtre du Rond-Point
- "Exécuteur 14" avec Swan Arlaud au Théâtre du Rond-Point

## Télévision
Lavilliers - Un film de Bruno Lejean. Album 1991-Arte
- En 1993, la productrice Béatrice Soulé propose à Mahut de présenter une série d'émissions musicales pour la Sept Arte.

Chaque émission est une création originale autour d'un artiste invité, Mahut présente et intervient en tant que musicien, il compose la musique du générique de Macadam. S'y succéderont Nina Hagen, Stephan Eicher, Les Négresses Vertes, Arno, Didier Lockwood, etc.

## Peinture et dessin
- Une série de dessins d'arbres signés de Mahut, qu'il exécute chaque soir sur scène lors des représentations de la pièce de Marguerite Duras, donne lieu quelques années plus tard à une exposition commune avec la photographe Anne-Lise Broyer à l'Artothèque[3] de La Roche Sur Yon.
- Cette série de dessins de Mahut fait l'objet de la parution en 2008 aux Editions Filigranes[4], d'un petit livre postfacé par Bruno Nuytten paru en 2008 dans la collection Saison.